# Ixos virescens
Ixos virescens é uma espécie de ave da família Pycnonotidae.
É endémica da Indonésia.
Os seus habitats naturais são: regiões subtropicais ou tropicais húmidas de alta altitude.